# Дитячо-юнацька школа фехтування олімпійського резерву, м. Миколаїв
Миколаївська спеціалізована дитячо-юнацька школа з фехтування — державна спортивна установа-школа для підготовки, виховання і тренування спортсменів, в тому числі і для участі в спортивних змаганнях, як внутрішніх, так і міжнародних, включно з Олімпійськими іграми у місті Миколаїв.

## Історія
Відкрита 1 березня 1986 року при обласному відділі народної освіти Миколаївського облвиконкому.
З квітня 2001 року повністю утримується на бюджеті м. Миколаєва.

## Новий корпус
Однією з передумов будівництва нового корпусу слугувала аварійна ситуація зі всією будівлею, яка перебувала в незадовільному стані вже багато років та обвалом частини сусідньої будівлі в кінці 2016 року, що межувала зі школою, що спричинило появу в старому приміщенні школи тріщини по покрівлі.
На будівництво спортивного корпусу 13 липня 2016 року на засіданні Уряду ухвалено рішення щодо виділення 13,1 мільйона гривень. Для запобігання зайвого навантаження і травм спортсменів у фехтувальному залі замість звичайних бетонних укладено амортизовані доріжки, враховано вимоги до освітлення залу, що відповідає всім умовам для навчально-тренувальної підготовки українських спортсменів для фехтування.
У Миколаївській спеціалізованій дитячо-юнацькій спортивній школі олімпійського резерву з фехтування навчається та тренується 422 спортсмена та працює 32 тренера.

## Досягнення
У 2013 році членами збірної команди України були 9 випускників школи, ще 15 були кандидатами збірної команди України.
До 2014 року 11 тренерам школи було присвоєно почесне звання «Заслужений тренер України», 4 наставника отримали почесне звання «Заслужений працівник фізичної культури і спорту України», колектив школи підготував 4 «Заслужених майстра спорту України», 8 «Майстрів спорту України міжнародного класу», 130 «Майстрів спорту України», 353 Кандидата у майстри спорту, 422 спортсмена 1 спортивного розряду та п'ять з половиною тисяч спортсменів масових розрядів.